# Peenemünder Haken, Struck und Ruden – Gebietsteil B
Koordinaten: 54° 8′ 50″ N, 13° 40′ 12″ O
Das Naturschutzgebiet Peenemünder Haken, Struck und Ruden – Gebietsteil B liegt auf dem Gebiet der Gemeinde Lubmin im Landkreis Vorpommern-Greifswald in Mecklenburg-Vorpommern.
Das Gebiet erstreckt sich östlich des Greifswalder Boddens nordöstlich des Hauptortes Lubmin und nördlich des Hafens Lubmin. Es schließt sich südwestlich des 7544 ha großen Naturschutzgebiets Peenemünder Haken, Struck und Ruden – Gebietsteil A an. Südlich liegt der Energie- und Technologiepark Lubmin und erstreckt sich die Lubminer Heide.

## Bedeutung
Das rund 268 ha große Gebiet steht seit 2008 unter der Kennung N 1-B unter Naturschutz.